# Роза Маркман
Роза Маркман Рейер (30 липня 1907 – 12 червня 2009) - чилійська перша леді з 1946 по 1952 рік, під час президентства свого чоловіка Ґабріеля Ґонсалеса Відели.

## Біографія
Відома під прізвиськом "Мітті", Маркманн народилася в Талталі, Чилі. Мала німецьке походження, а її батьками були банкіри Ладіслао Маркманн і Ана Рейжер. Її дід по матері був послом у Швеції.
Роза була одружена з Ґонсалесом Віделою до його смерті в 1980 році. Під час президентства свого чоловіка вона відіграла ключову роль у чилійському жіночому русі за виборчі права.
У 1947 році Роза Маркманн оголосила про створення Національної асоціації домогосподарок, основною метою якої було запобігання спекуляціям основними товарами, що існували серед виробників, дистриб'юторів та роздрібних торговців. Потім Маркманн почала протегувати ряду жіночих організацій і висловлювати свою підтримку виборчого права жінок. У вересні 1948 року вона виступила на одному з заходів FECHIF (Чилійська федерація жіночих установ) "Тижня виборчого права за жінок", запевнивши своїх учасників, що Президент теж виступає за виборче право жінок.
Під час президентства свого чоловіка Роза стала символом моди для жінок по всій країні на прізвисько "чилійка Єва Перон".
Вона була пристрасною прихильницею військового уряду генерала Августо Піночета.
Маркманн померла у 101 рік 12 червня 2009 р. у своєму маєтку в Лас-Кондесі, Сантьяго-де-Чилі.

## Примітки

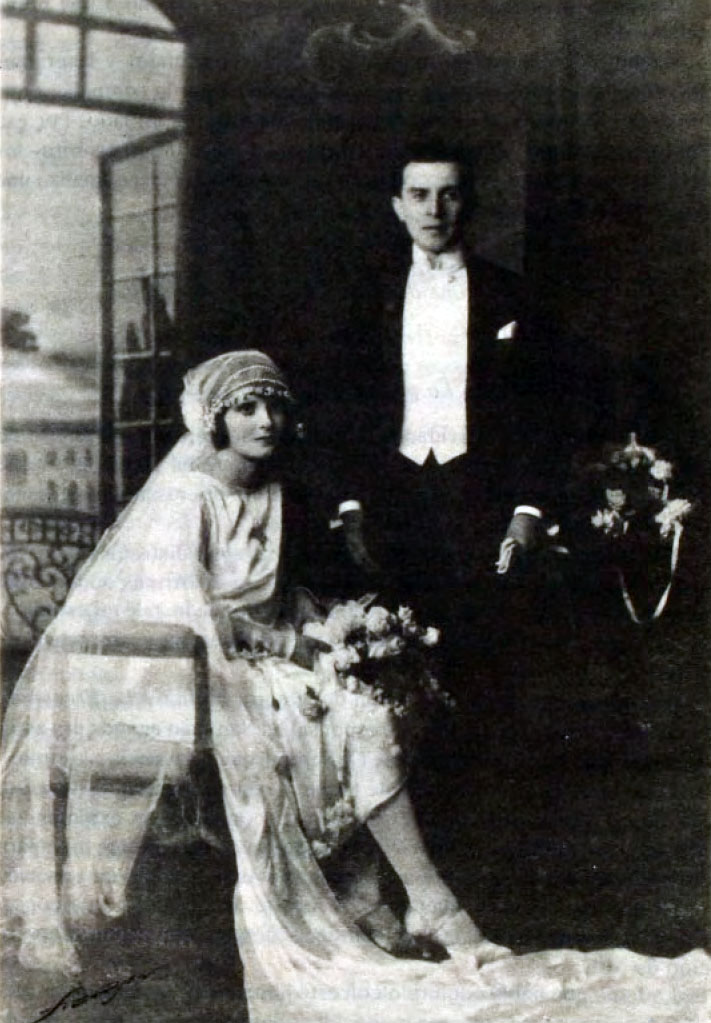
Фотографія шлюбу Ґабріеля Ґонсалеса Відели та Рози Маркманн (1926)

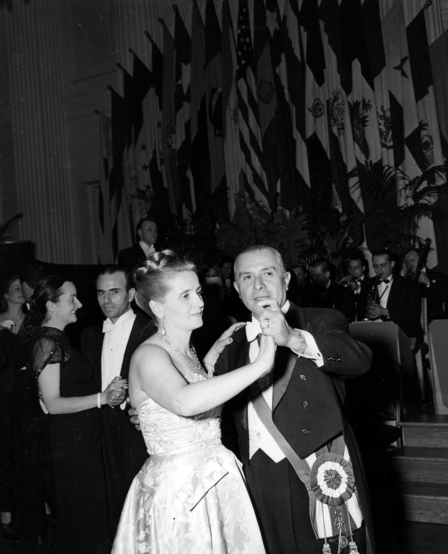
Роза Маркманн та її чоловік, президент Ґабріель Ґонсалес Відела